# Гриневичи
Гриневичи (пол. Hryniewicz) — русские и польские дворянские роды.
Первый из них происходит от бояр Павла и Ильи Гриневичей, пожалованных вотчинами в 1551 году. Род был внесён Геральдией в VI и I части родословной книги Минской и Могилёвской губерний Российской империи.
Родоначальником второго рода был Войцех Гриневич, владевший в 1574 году поместьем в Великом Княжестве Литовском. Из потомков его лидский чашник Степан и волковысский скарбник Карл Гриневичи за «отличие против турок под Веною» пожалованы вотчинами в 1687 году. Этот род внесён в VI и I части родословной книги Виленской, Витебской и Ковенской губерний Российской империи.
Существуют ещё три старинных русских дворянских рода этой фамилии:
1. От Онуфрия Гриневича (XVI век) и его правнуков Игнатия и Ивана Кирилловичей; род записан в I часть родословной книги Черниговской губернии.
2. От Яцка Гриневича, владевшего поместьем в Ковенском уезде с 1650 года, и его внука — Филона Парфеновича. Этот род записан в VI часть родословной книги Черниговской губернии, однако Герольдией утверждён не был. Пишется этот род как Гриневичи-Яцковские и пользуется гербом Пржияцель.
3. От Михаила Гринева и его внуков Петра и Никифора Филипповичей. Род записан в VI часть родословной книги Орловской губернии, но затем перенесён Герольдией в третью часть[4].

Ещё три польских рода Гриневичей восходят к XVII веку; они записаны в I и VI части родословных книг Виленской, Ковенской и Минской губерний.
Остальные три польских рода Гриневичей и двенадцать русских родов этой фамилии более позднего происхождения.
Польские роды Гриневичей — гербов Абданк, Ильговский, Котвич, Любич, Наленч, Пржегоня, Пржияцель.

## Описание герба
В золотом щите чёрная оторванная конская голова с червлеными глазами, обращенная вправо. Под ней накрест два меча остриями вверх.
На щите дворянский коронованный шлем. Нашлемник: три страусовых пера: среднее золотое, правое чёрное, левое червленое. Намёт на щите червлёный, подложенный справа серебром, слева золотом.
Герб рода Гриневичей внесён в Часть 20 Общего гербовника дворянских родов Всероссийской империи, стр. 119.
«В гербе Гриневичей конская голова указывает на службу в казачьих войсках, а два червленых меча являются частью герба Полтавской губернии, в родословные книги которой внесена эта фамилия».